# Liberty (Texas)
Liberty es una ciudad ubicada en el condado de Liberty en el estado estadounidense de Texas. En el Censo de 2010 tenía una población de 8.397 habitantes y una densidad poblacional de 78,47 personas por km². Se encuentra ubicada en el curso bajo del río Trinity, cerca de su desembocadura en la bahía de Galveston.

## Geografía

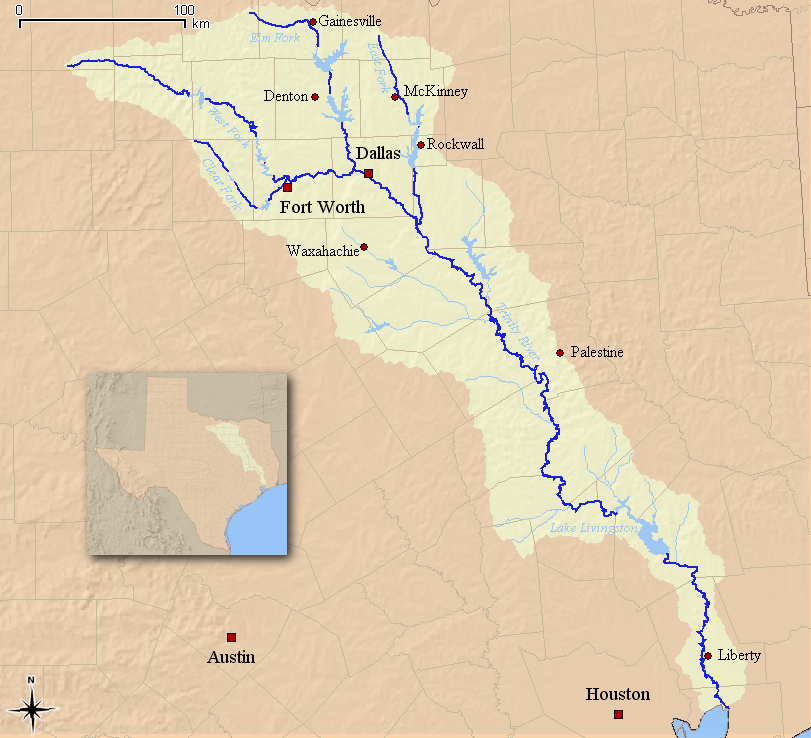
Ubicación de Liberty en la cuenca del río Trinity

Liberty se encuentra ubicada en las coordenadas 30°2′56″N 94°47′29″O / 30.04889, -94.79139. Según la Oficina del Censo de los Estados Unidos, Liberty tiene una superficie total de 107.01 km², de la cual 105.15 km² corresponden a tierra firme y (1.74%) 1.86 km² es agua.

## Demografía
Según el censo de 2010, había 8.397 personas residiendo en Liberty. La densidad de población era de 78,47 hab./km². De los 8.397 habitantes, Liberty estaba compuesto por el 70.25% blancos, el 13.33% eran afroamericanos, el 0.27% eran amerindios, el 0.63% eran asiáticos, el 0.04% eran isleños del Pacífico, el 13.41% eran de otras razas y el 2.07% pertenecían a dos o más razas. Del total de la población el 23.21% eran hispanos o latinos de cualquier raza.